# Zoltán Kodály
Zoltán Kodály (/ˈzoltaːn ˈkodaːj/ Kecskemét, Hungría, 16 de diciembre de 1882-Budapest, 6 de marzo de 1967) fue un destacado músico húngaro cuyo estilo musical atravesó primero una fase posromántica-vienesa y que evolucionó luego hacia su característica principal: la mezcla de folclore y armonías complejas del siglo XX, compartida con Béla Bartók. Estudió en Galánta, ciudad a la que dedicaría sus famosas Danzas, y en Nagyszombat. Más tarde, en Budapest, ingresó a la Academia de Música Franz Liszt, donde estudió con Hans von Koessler.
En 1905 viajó al entorno de Galánta para su primer trabajo de campo. En 1906, después de haberse doctorado en letras, realizó un viaje de estudios a Berlín y continuó la labor investigadora, que compartiría sistemáticamente con Bartók. Durante su vida compiló más de 5 000 melodías, principalmente húngaras, aunque también eslovacas, rumanas y de otras nacionalidades.

## Biografía
Zoltán Kodály nació el 16 de diciembre de 1882 en Kecskemét, ciudad situada en el centro de Hungría. Su padre era funcionario del ferrocarril y violinista aficionado, y ya desde pequeño demostró un talento precoz para la música. Roland de Candé asegura que las primeras influencias le vinieron de las reuniones musicales que organizaba su padre en casa y de los gitanos. Primero estudió en Galánta, y como la mayoría de sus compañeros de la escuela provenían de granjas, es probable que encontremos en este hecho el germen de su interés por la música folklórica.
A los diez años, se trasladó a la ciudad de Nagyszombat (actualmente Trnava en Eslovaquia) uno de los puntos culturales de referencia. Estudió en una escuela arzobispal, donde recibió una enseñanza general, aprendió a tocar el piano, el violín y el violonchelo, y destacó como alumno prodigio. Con dieciséis años comienza a investigar el mundo de la composición, y en el año 1900 se traslada a la capital, Budapest.
Allí comienza a estudiar Filología en la Universidad Pázmány Péter, y Composición en la Academia de Franz Liszt con Hans von Koessler. Será en esta etapa cuando conozca al compositor Béla Bartók, con el que estrechará una amistad de por vida.
En 1905 comienza su investigación del folclore musical en Galánta, dando preferencia a las compilaciones en la periferia del territorio de habla húngara (Norte y Este, la Alta Hungría y Transilvania), donde esperaba encontrar supervivencias de los registros más arcaicos.
Es notable el viaje que realiza a París en 1907, donde empieza a estudiar órgano con Charles-Marie Widor. En este viaje conoce a Claude Debussy, compositor que le marcó profundamente. Tanto fue así, que su primera composición, que data del mismo año de este viaje, la llamó Meditación sobre un motivo de Claude Debussy. Además, sabemos que Bartók conoció la música de Debussy a través de Kodály, ejemplo que nos arroja luz a la influencia que tuvieron el uno del otro.
Sobre esta época comienza a impartir clase en la Academia de Franz Liszt, encargándose de las asignaturas de lenguaje musical y de composición, las cuales compaginará con sus estudios etnomusicológicos y con su trabajo como compositor.
En el año 1910 contrajo matrimonio con la compositora Emma Sándor, nacida Schlesinger (1863–1958).
A raíz de la Primera Guerra Mundial en 1918, será acusado de antipatriótico y tendrá prohibido impartir clases en la academia. Esto se mantendrá hasta 1921.
Aunque como compositor ya era conocido (por sus Cuartetos de cuerda op. 2 compuestos en el año 1908 principalmente), en el año 1923, con motivo del cincuenta aniversario de la unión de Buda con Pest, compone una obra que le catapultará al panorama internacional: Psalmus Hungaricus. Junto con la ópera Háry János (1920-1925) y las Danzas de Galánta (1933) estas tres obras serán las que le consagren como compositor.
Alrededor de 1940, cuando Bartók se exilió en Nueva York, Kodály se convertirá en la principal figura de Hungría. Los factores que le llevaron a esto fueron el inicio de la recopilación de música popular húngara Corpus Musicae Popularis Hungaricae, el cual publicaría en 1953, y su nombramiento como miembro del Departamento de Filosofía y Estética de la Academia Húngara de Ciencias.
En el año 1945 obtuvo el título de Presidente del Consejo de las Artes, y será este un punto de inflexión en el que comenzará una nueva etapa para Kodály.
Los años siguientes viajará a lugares como Estados Unidos, Inglaterra y Rusia para dirigir conciertos en los que se interpretan obras suyas, y recibirá hasta en tres ocasiones el mayor premio que el estado húngaro ofrece: el premio Kossuthe.
En el año 1958 falleció su primera esposa, Emma Sándor, y un año después se casará con una de sus alumnas llamada Sarolta Péczely (1940–).
Kodály obtuvo, además de los tres premios Kossuth, el título de doctor honoris causa en 1944 por la Universidad de Kolozsvár, en 1957 por la de Budapest, y en 1960 por la de Oxford. Desde el año 1961 hasta su muerte, fue el presidente de la Escuela de Altos Estudios Musicales Franz Liszt y del International Folk Music Council.
Falleció el 6 de marzo de 1967 en Budapest, y su esposa actual, Sarolta Péczely, se hizo la principal responsable de la Fundación Zoltán Kodály.

## Etnomusicólogo
Como señala Morgan en su libro La música del siglo XX d. C. haciendo referencia al artículo “Sobre el significado de la música folklórica” publicado por Bartók en 1931, él y Kodály se dieron cuenta de que la música de los gitanos en realidad era una adaptación comercial de la música folklórica, y que la verdadera música tradicional húngara estaba en realidad con los campesinos y con los granjeros. Esto les motivó a iniciar una ardua labor de recopilación y catalogación utilizando un fonógrafo cilíndrico de cera. El trabajo conjunto de Bartók y Kodály fue lo que asentó las bases de la etnomusicología tal y como la conocemos.

## Compositor
En su faceta de compositor, hay que destacar su corriente ligada al neopopularismo, sobre todo a partir de 1923, a raíz de su composición Psalmus Hungaricus. Su escritura está enriquecida enormemente por el contacto directo con la voz del pueblo, tanto en la utilización de melodías populares como en ritmos o escalas (al igual que Bartók).
A pesar de que tiene obras instrumentales (cuartetos de cuerda, una sinfonía, Danzas de Galánta, y un largo etc.) por lo que principalmente ha destacado ha sido por sus obras vocales. Sin duda alguna, su faceta como filólogo tuvo mucho que ver, ya que tenía un dominio absoluto sobre la métrica, y esto era muy favorable para adaptar antiguos poemas húngaros del pasado a las melodías. Carlos Miró, en su artículo Zoltán Kodály. Creador del arte del canto coral polifónico contemporáneo en Hungría. Vigencia y proyectos de su obra, arroja un poco de luz sobre este tema:

Como filólogo logró la adaptación de la poesía húngara a las formas métricas del pié métrico yambo siendo el idioma húngaro de métrica tróquea. Es decir el acento está siempre en la primera sílaba. Este cambio permitió utilizar la poesía culta y campesina en las obras vocales sin distorsionar la prosodia del lenguaje.

Kodály consiguió crear un sentimiento nacional con sus composiciones corales, las cuales a día de hoy se siguen interpretando en todo tipo de coros. Es considerado uno de los principales creadores del canto coral del siglo XX d. C..

## Pedagogo
Sin lugar a dudas, Kodály ha pasado a la historia como el gran pedagogo que hizo cantar a un pueblo entero. El método Kodály sigue hoy vigente entre los diversos procedimientos, a pesar de que tiene mucha influencia de aportaciones pasadas. Por ejemplo, del método de Guido de Arezzo utilizaba el sistema del do móvil, lo que propiciaba una buena lectura de claves. Los nombres que utilizó y los signos manuales (la llamada fononimia), los adquirió y adaptó del método de John Curwen.[cita requerida]
Sin embargo, quizás lo que más llama la atención del método Kodály es el uso de la voz como instrumento principal. El canto en grupo aparece desde el principio, con obras a dos voces para los primeros años.[cita requerida]
Es imprescindible comentar la influencia de la etnomusicología en este campo, ya que Kodály argumentaba que había que enseñar teoría musical siempre con ejemplos reales, los cuales se encuentran en el repertorio popular:

…El niño debe participar en los auténticos bienes culturales de su propia comunidad. La música popular es más genuina y cercana que la culta para el mundo de la niñez. Y sus formas son tan sencillas en sentimientos y mentalidad como los razonamientos del niño….

Con todas estas premisas, creó una metodología muy estricta, la cual se aplica en todas las escuelas de Hungría y tiene un innegable éxito desde hace ya casi un siglo.[cita requerida]

## Honores

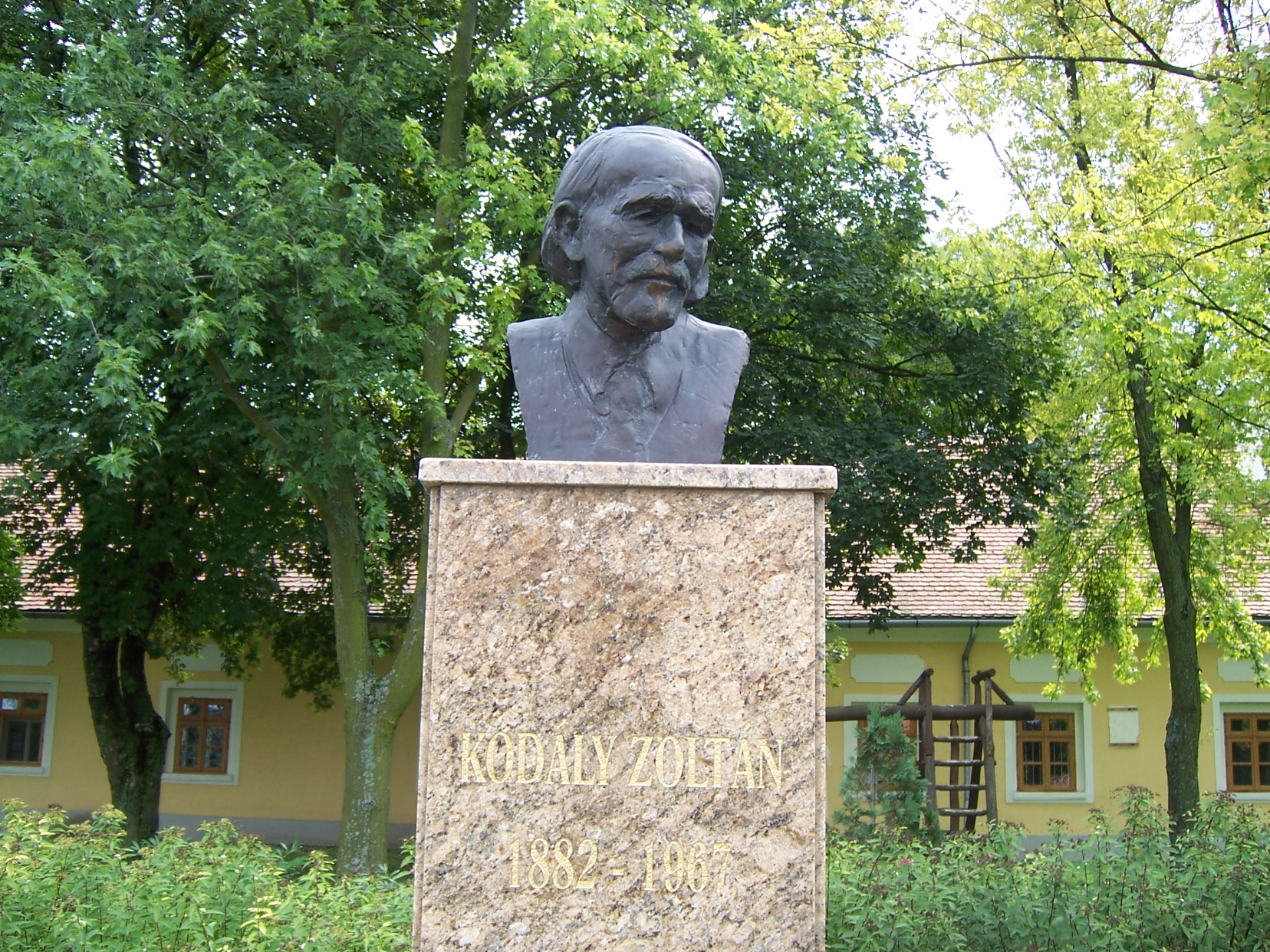
Busto de Zoltán Kodály en la Escuela Primaria con Especialización en Música de Balatonlelle, Hungría

En 1907 se incorpora al cuerpo de profesores de teoría musical de la Academia F. Liszt, en la que también llegó a impartir clases de composición (1908). La consagración mundial como compositor le llega en 1923 con el estreno de Psalmus Hungaricus. Poco antes (1919) había sido nombrado Subdirector de la Academia Húngara de Música, a lo que más tarde iría añadiendo otros títulos y nombramientos: 
- Miembro de la Academia Húngara de Ciencias (1945)
- Presidente de la Academia Húngara de Ciencias (1946-1949)
- Presidente de la Comisión de Musicología (1951)
- Presidente del International Folk Music Council (1951)
- Doctor honoris causa por la Universidad de Oxford (1960)
- Doctor honoris causa por la Universidad de Berlín Este (1964)
- Doctor honoris causa por la Universidad de Toronto (1966)
- Miembro Honorario de la Academia de las Artes y las Ciencias de EE. UU. (1963)
- Una calle en el barrio de Tlatelolco de la Ciudad de México recibe su nombre.

## Obras

### Instrumental
- Tarde de verano (1906) (2ª versión de 1930)
- Méditation sur un motif de Claude Debussy (1907)
- Cuarteto de cuerda n.º 1, Op. 2 (1909)
- 9 Piezas, Op. 3 (1909)
- Sonata para violonchelo y piano, Op. 4 (1910)
- Dúo para violín y violonchelo, Op. 7 (1914)
- Sonata para violonchelo solo, Op. 8 (1915)
- Cuarteto de cuerda n.º 2, Op. 10 (1917)
- 7 Piezas, Op. 11 (1910-1918)
- Sonata trío para 2 violines y viola, Op. 12 (1920)
- Suite Háry János (1927)
- Danzas de Marosszék (1927, versión orquestal en 1930)
- Preludio (1931)
- Danzas de Galánta (1933)
- Variaciones sobre una melodía popular húngara (El Pavo real) (1939)
- Concierto para Orquesta (1939)
- Danzas infantiles (1945)
- Sinfonía (1961)

### Vocal/Coral
- Stabat Mater (1898, rev. 1938 y revisión definitiva sin fecha conocida)[4]
- Mátrai Képek
- 4 Melodías (1907)
- Énekszó, Op. 1 (1907)
- 2 Melodías populares de Zobor, para coro de mujeres (1908)
- 3 Melodías, Op. 5 (1915-1918)
- Melodías retrasadas Op. 6 (1912-1916)
- Psalmus Hungaricus, Op. 13 (1923)
- 5 Tantum ergo (1928)
- 10 Coros sobre melodías infantiles (1925-1929)
- Cuadros de Mátra, para coro mixto (1931)
- 10 Cuadernos de música popular húngara, 'Magyar népzene' (1924-1932)
- Los viejos (1933)
- Cantos de Karád (1934)
- Cantos de soldado (1934)
- ¿Con quién casarse? (1934)
- Canción triste (1934)
- Te Deum (1936)
- Oda a Franz Liszt, para coro mixto (1936)
- Las jóvenes noruegas, para coro mixto (1940)
- Missa Brevis (1944)
- Laudes organi, para coro y órgano
- Paso de dos de Kálló, para coro mixto y orquesta (1950)
- Deseos de paz, para coro mixto (1953)
- 8 Pequeños dúos (1953)
- Epigramas (1954)
- Llamada de Zrínyi, para barítono y coro mixto (1954)
- Noches sobre la montaña, 4 piezas para coro de mujeres (1923-1956)
- I will go look for Death (1959)
- Tchéremisses, 5 melodías populares para voz y orquesta (1960)
- Te Deum (1961)
- Adventi ének.

### Escena
- Háry János, ópera, Op. 15 (1926)
- Velada de las hilanderas sículas (1924-1932)
- Cinka Panna (1946-1948) (Inédita)